# Suphisellus balzani
Suphisellus balzani is een keversoort uit de familie diksprietwaterkevers (Noteridae). De wetenschappelijke naam van de soort werd in 1889 gepubliceerd door Maurice Auguste Régimbart.